# Consuelo Trujillo
Consuelo Trujillo Urbano (La Línea de la Concepción, 1959) è un'attrice e regista teatrale spagnola.

## Biografia
Laureata in scienze dell'educazione, attrice teatrale di lungo corso, Consuelo Trujillo alternò l'attività di interprete a quella di insegnante di recitazione presso l'accademia di Juan Carlos Corazza; tra i suoi studenti si possono citare Javier Bardem ed Elena Anaya.
Nel 2014, Trujillo vinse il Premio de la Unión de Actores come migliore attrice non protagonista per l'opera teatrale Cuando deje de llover; due anni più tardi, si aggiudicò il premio come migliore attrice protagonista per il suo ruolo nello spettacolo teatrale Criatura. Prese parte a molte produzioni teatrali tra cui Nozze di sangue, Donna Rosita nubile, La casa di Bernarda Alba e Medea. Al cinema recitò in diversi film, come La novia, South from Granada, Yo, también e Veronica.
Nel 2024 ricevette il Premio Godot alla carriera.
Consuelo Trujillo è la compagna dell'attrice Susi Sánchez, conosciuta mentre recitavano insieme a teatro nel 1986. Entrambe le attrici sono attiviste per i diritti LGBT, che hanno sostenuto portando in scena opere teatrali come The Laramie Project e apparendo insieme in diversi eventi del Pride. Insieme alla compagna, Consuelo Trujillo creò il laboratorio teatrale Criatura del Arte, con il quale scrisse e diresse diversi spettacoli.

## Filmografia

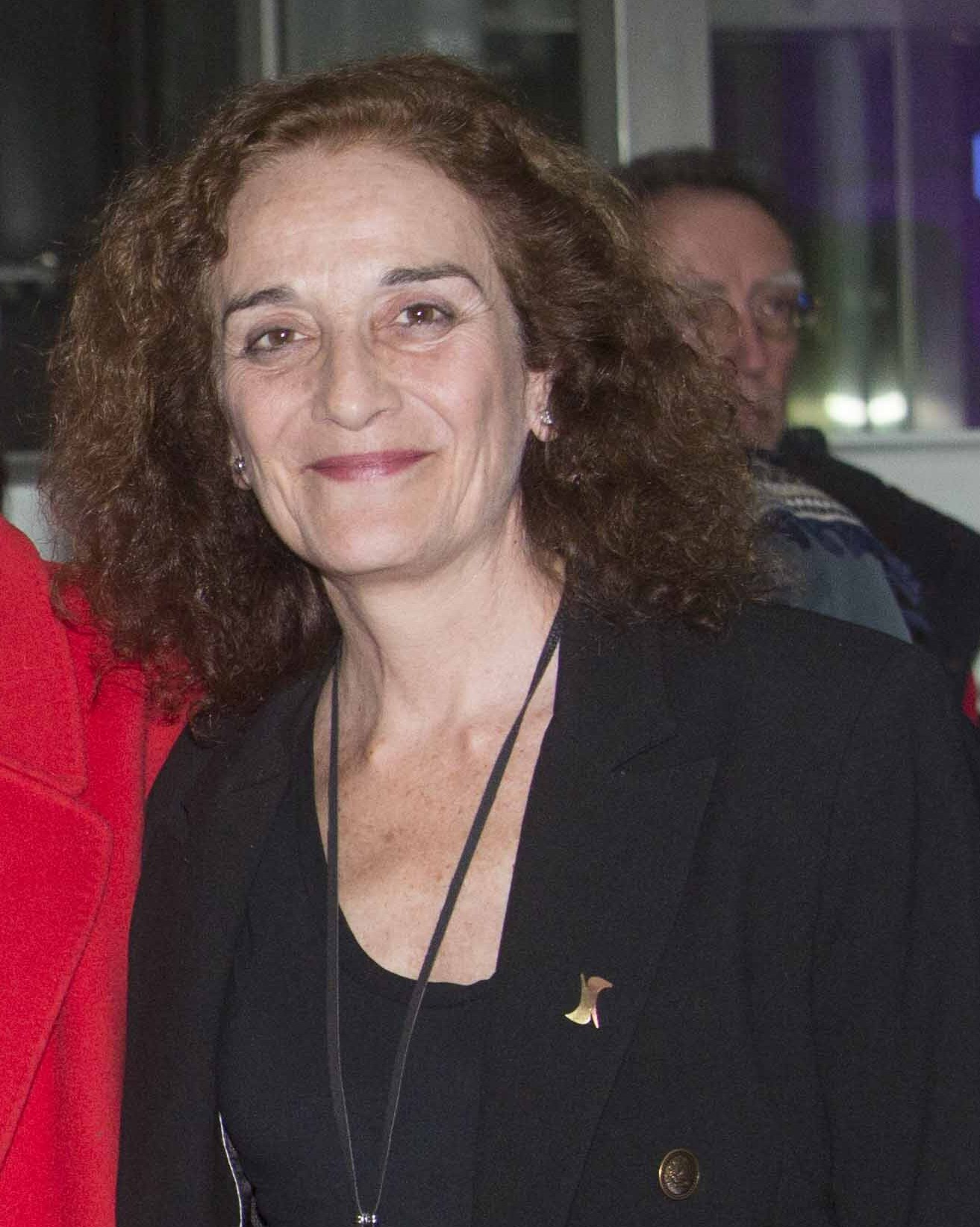
Consuelo Trujillo nel 2017

### Cinema
- Tiempo de muerte, regia di Valentín Trujillo (1994)
- Felicidades, Tovarich, regia di Antonio Eceiza (1995)
- Malena es un nombre de tango, regia di Gerardo Herrero (1996)
- Aunque tú no lo sepas, regia di Juan Vicente Córdoba (2000)
- Salvajes, regia di Carlos Molinero (2001)
- South from Granada (Al sur de Granada), regia di Fernando Colomo (2003)
- Yo, también, regia di Antonio Naharro e Álvaro Pastor (2009)
- La novia, regia di Paula Ortiz (2015)
- Veronica, regia di Paco Plaza (2017)
- Adiós, regia di Paco Cabezas (2019)
- Contando ovejas, regia di José Corral Llorente (2022)
- Sorella Morte (Hermana Muerte), regia di Paco Plaza (2023)
- Teresa, regia di Paula Ortiz (2023)
- Hildegart - La vergine rossa (La virgen roja), regia di Paula Ortiz (2024)
- Bodegón con fantasmas, regia di Enrique Buleo (2024)

### Televisione
- Las chicas de hoy en día, serie televisiva - 1 episodio (1992)
- Una gloria nacional, serie televisiva - 1 episodio (1993)
- Periodistas, serie televisiva - 1 episodio (1998)
- Compañeros, serie televisiva - 1 episodio (1999)
- Policías, en el corazón de la calle, serie televisiva - 1 episodio (2000)
- Hospital Central, serie televisiva - 5 episodi (2003-2007)
- El comisario, serie televisiva - 1 episodio (2004)
- Corta-t, serie televisiva - 2 episodi (2005-2006)
- Días sin Luz, miniserie televisiva - 2 episodi (2009)
- Paquirri, miniserie televisiva - 2 episodi (2009)
- Mar de plástico, film TV (2011)
- B&b, de boca en boca, serie televisiva - 1 episodio (2014)
- El accidente, serie televisiva - 12 episodi (2017-2018)
- Tutte le volte che ci siamo innamorati (Todas las veces que nos enamoramos), serie televisiva - 1 episodio (2023)

## Riconoscimenti
- Premio ACE
  - 2004 - Candidatura come migliore attrice non protagonista per South from Granada

- Premios de la Unión de Actores
  - 2009 - Candidatura come migliore attrice teatrale protagonista per Nozze di sangue
  - 2014 – Vincitrice come migliore attrice teatrale non protagonista per Cuando deje de llover
  - 2015 - Candidatura come migliore attrice non protagonista per Medea
  - 2016 – Vincitrice come migliore attrice teatrale protagonista per Criatura
  - 2020 – Vincitrice come migliore attrice teatrale non protagonista per La geometría del trigo

- Premio Godot
  - 2024 – Vincitrice del Premio alla carriera